# Hot-dog de Chicago
Le hot-dog de Chicago, ou Chicago-style hot dog en anglais, est un mets typique de la ville de Chicago, dans l'État de l'Illinois, aux États-Unis. Ce hot-dog est composé d'une saucisse de Francfort pur bœuf cuite à la vapeur, servie dans un pain de forme allongée, de type bun, aux graines de pavot. L'ensemble est garni de différents ingrédients, dont de la moutarde américaine, des oignons blancs finement hachés, de la relish vert clair de type piccalilli, une rondelle de cornichon américain, des tranches de tomates, des piments marinés et une pincée de sel au céleri.

## Présentation
La création culinaire est apparue à Chicago lors de l’Exposition universelle de 1893 qui attira des millions de visiteurs. De nombreux vendeurs proposaient des saucisses aux habitants et aux visiteurs de l'exposition. À ce moment-là, la popularité du hot-dog et plus particulièrement de ce mets était telle à Chicago, qu'elle s'est répandue à travers le reste les États-Unis.
Dans la région de Chicago, le ketchup n'est généralement pas utilisé pour ce sandwich, et est considéré, en tant qu'assaisonnement, comme une hérésie,.
On trouve ce type de hot-dogs principalement à Chicago et dans sa banlieue. Selon le journaliste Sam Weller dans son ouvrage Secret Chicago, dans la plus grande ville de l'Illinois, les restaurants et stands de hot-dogs seraient supérieurs en nombre à l'ensemble des restaurants McDonald's, Wendy's et Burger King réunis. Plusieurs enseignes de restauration, typiques de la ville de Chicago, sont connues pour servir cette spécialité. Parmi les plus célèbres d'entre elles, on peut citer la chaîne de restauration rapide Portillo's, les points de vente à emporter Fluky's, Superdawg, Gene & Jude's et The Wieners Circle.